# 嘎嘎小姐现场表演列表
截至2023年12月，美国女歌手嘎嘎小姐已经完成了7次巡回演唱会，足迹遍布全球人口稠密的主要大陆。作为《民调星》杂志评选出来的2010年代“十年最流行巡回演唱会歌手”，嘎嘎小姐从巡回演唱会及驻场演唱会中总共获得超过6.895亿美元的收入，同时这些演唱会的到场人数超过630万人次。这使得嘎嘎小姐成为全球史上第五位在其职业生涯内巡回演唱会总票房收入超过5亿美元的女歌手。 嘎嘎小姐还在颁奖典礼和电视节目上进行现场演出。她在“2008年度环球小姐竞选”及《舞林争霸 第四季》上表演了她出道单曲《舞力全开》。她曾担任过男生团体街头顽童和女生组合小野猫演唱会的开场表演嘉宾， 随后她就展开了她自己的首次巡回演唱会——超人气舞会巡回演唱会，这次巡演从2009年3月开始到同年9月结束。而在取消了与饶舌歌手肯伊·威斯特的联合演唱会“超人气杀戮：肯伊威·斯特与嘎嘎小姐联袂演出”后， 嘎嘎小姐开始了她的第二次全球巡回演唱会——“女魔头舞会巡回演唱会”。这次巡演是为了宣传嘎嘎小姐的迷你专辑《超人气女魔头》而举办；演唱会广受好评，总计票房收入达到了2.274亿美元。同时她还在2009年全美音乐奖、第52届格莱美奖及2010年全英音乐奖的颁奖典礼上表演了这张专辑的曲目。
嘎嘎小姐在2011年发行了她的第二张录音室专辑《天生完美》并释出了同名主打单曲。她在第53届格莱美奖的颁奖典礼上首次表演了这首单曲；现场表演中，嘎嘎小姐自一个蛋型容器里登场。 她还在2011年MTV音乐录影带大奖的颁奖典礼现场表演了专辑中的另一首歌曲《你和我》，并以她的另一个男性自我形象乔·考尔德伦（Jo Calderone）登场。为了宣传这张专辑，嘎嘎小姐举行了“天生完美狂欢舞会”巡回演唱会；这次演唱会在票房和评论都收获了成功。不过由于她的臀部受伤而需要手术，她不得不取消了剩余的演唱会场次。2013年，嘎嘎小姐举办了“艺术锐舞派对”活动用于宣传她的第三张录音室专辑《流行艺术》；这场活动为期两天。2014年，她在纽约市曼哈顿的玫瑰园舞厅举办了她的首次驻场演唱会，这次演唱会共举办了七场。同年晚些时候，嘎嘎小姐展开了“流行艺术巡回演唱会”；这场演唱会收获了积极评论，但也被人批评过于脱节。在2014年与爵士歌手托尼·班奈特推出合作专辑《爵对经典》后，他们在2014年12月至2015年8月期间开展了广受好评的“爵对经典巡回演唱会”。
2015年，嘎嘎小姐在第87届奥斯卡金像奖颁奖典礼上表演了向1965年电影《音乐之声》致敬的环节，她演唱了这部电影原声音乐中的数首歌曲。这场表演被《公告牌》杂志认为是嘎嘎小姐最好的表演之一，它在社交网站脸书上每分钟吸引了全球超过214,000次互动。 同年嘎嘎小姐发表了一首歌曲《直至它在你身上发生》，她在2015年公告牌“音乐女性”、第27届美国人制片人协会奖和第88届奥斯卡金像奖等多个场合表演了这首歌曲。2016年，她在第五十届超级碗开幕式上演唱了美国国歌；并在第58届格莱美奖表演了致敬大卫·鲍伊环节并在其中演唱了他的多首歌曲；还在2016年全美音乐奖现场演唱了她自己的歌曲《百万个理由》。同时为了宣传她在2016年发行的录音室专辑《乔安》，她展开了为期三天的“潜水酒吧巡回演唱会”及随后开始的“乔安世界巡回演唱会”。2017年2月，嘎嘎小姐担任了“第51届超级碗中场秀”的表演主嘉宾；而这场表演也是历届超级碗中场秀中的收视率季军，在全美拿下了1.175亿收视人数。 这场表演也催生了510万条有关嘎嘎小姐表演的推文，使她成为该节目历史上关于表演嘉宾的推文最多的艺人。
2018年至2023年期间，嘎嘎小姐在内华达州的拉斯维加斯举办了她的第二次驻场演唱会“密码＋钢琴与爵士演唱会”。她还在第61届格莱美奖和第91届奥斯卡金像奖的现场演唱了由她所主演的电影《一个明星的诞生》的原声带主题曲《浅滩》。而在2020年MTV音乐录影带大奖现场，嘎嘎小姐演唱了她第六张录音室专辑《神彩》的曲目混编歌曲。2022年，她开始了第七次巡回演唱会“神彩舞会”。在第95届奥斯卡金像奖颁奖典礼上，嘎嘎小姐以纯素颜并仅钢琴等乐器简单伴奏的形式演唱了《牵我的手》。

## 巡回演唱会
| 年份 | 演唱会名             | 举办日期                                          | 总场数 |
| 2009年 | 超人气舞会巡回演唱会 | 2009年3月12日—9月29日（全球）                     | 83场   |
| “超人气舞会巡回演唱会”是嘎嘎小姐为了宣传她的首张录音室专辑《超人气》而展开的巡回演唱会。 嘎嘎小姐将这次巡回演唱会描述为一次融合了安迪·沃霍波普艺术表演理念的巡回博物馆展览。 |                      |                                                   |        |
| 2009年—2010年 | 女魔头舞会巡回演唱会 | 2009年11月27日—2010年5月6日（全球）               | 203场  |
| 示例 |                      |                                                   |        |
| 2012年—2013年 | 天生完美狂欢舞会     | 2012年4月27日—2013年2月11日（全球）               | 98场   |
| 示例 |                      |                                                   |        |
| 2014年 | 流行艺术巡回演唱会   | 2014年5月4日—11月24日（全球）                     | 79场   |
| 示例 |                      |                                                   |        |
| 2014年—2015年 | 爵对经典巡回演唱会   | 2014年12月30日—2015年8月1日（北美 / 欧洲 / 亚洲） | 36场   |
| 示例 |                      |                                                   |        |
| 2017年—2018年 | 乔安世界巡回演唱会   | 2017年8月1日—2018年2月1日（北美 / 欧洲 / 亚洲）   | 49场   |
| 示例 |                      |                                                   |        |
| 2022年 | 神彩舞会             | 2022年7月17日—9月17日（北美 / 欧洲 / 亚洲）       | 20场   |
| 示例 |                      |                                                   |        |